# Pristimantis fenestratus
Pristimantis fenestratus é uma espécie de anfíbio  da família Craugastoridae.
Pode ser encontrada nos seguintes países: Bolívia, Brasil e Peru.
Os seus habitats naturais são: florestas subtropicais ou tropicais húmidas de baixa altitude, regiões subtropicais ou tropicais húmidas de alta altitude, lagos de água doce e marismas de água doce.

## Descrição
Os machos possuem 3 cm e as fêmeas, 4 cm.
A espécie possui o dorso marrom claro a escuro com bandas formando um X. Os membros traseiros são maiores que o corpo. Seus lábios possuem faixas alternadas claras e escuras. Seus dedos são longos e possuem ponta em T. Seu ventre é creme, podendo haver manchas marrons.

## Hábitos
É um animal terrestre, arborícola e noturna. É encontrada dentro de matas ou em encostas de morrarias próximas a córregos. Os machos vocalizam em cima de pedras ou troncos caídos. O tamanho da desova e o local de disposição dos ovos são desconhecidos.

## Fase larval
Esta espécie não possuem fase larval aquática, como todas as espécies deste gênero, e seu ovos são depositados no chão da mata, tendo desenvolvimento direto.